# Joel Solanilla
Joel Isaac Solanilla Valdespino (ur. 24 grudnia 1983 w Panamie) – panamski piłkarz występujący na pozycji obrońcy.

## Kariera klubowa
Solanilla karierę rozpoczynał w 2000 roku w zespole Alianza FC Panama. Spędził tam rok, a potem odszedł do Plazy Amador. W 2002 roku zdobył z nią mistrzostwo Panamy. W 2003 roku odszedł do kolumbijskiego Patriotas. Spędził tam sezon 2003, a potem wrócił do Plazy Amador.
W 2005 roku Solanilla przeszedł do Árabe Unido. Spędził tam jeden sezon. Następnie grał w kolumbijskim Envigado FC, Plazie Amador, salwadorskim CD FAS oraz Sportingu '89. W 2012 roku przeszedł do gwatemalskiego zespołu Deportivo Malacateco.

## Kariera reprezentacyjna
W reprezentacji Panamy Solanilla zadebiutował w 2003 roku. W 2005 roku znalazł się w drużynie na Złoty Puchar CONCACAF. Nie wystąpił jednak na nim ani razu, a Panama zajęła 2. miejsce w turnieju.
W 2009 roku ponownie został powołany do kadry na Złoty Puchar CONCACAF. Zagrał na nim tylko w meczu z Nikaraguą (4:0), a Panama zakończyła turniej na ćwierćfinale.